# 石神啓吾

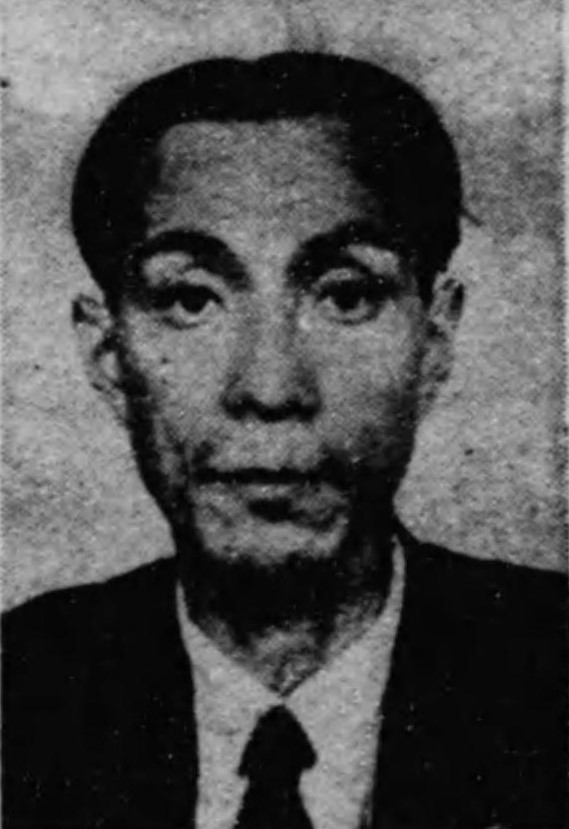
石神啓吾

石神 啓吾（いしがみ けいご、1907年（明治40年）8月31日‐ 2001年（平成13年）8月21日） は、昭和期の政治家。衆議院議員（1期）、宮崎県東諸県郡高岡町長。

## 経歴
宮崎県東諸県郡高岡村（高岡町を経て現宮崎市）で、教育者・石神徳蔵の息子として生まれた。旧制宮崎県立都城中学校を経て、第七高等学校造士館で学んだ。
宮崎県会議員に選出され、同参事会員も務めた。
戦後、1946（昭和21年）4月の第22回衆議院議員総選挙に宮崎県全県区から日本社会党所属で立候補して落選。1947（昭和22年）4月の第23回総選挙で旧宮崎県第2区から立候補して当選し、衆議院議員に1期在任した。1949年（昭和24年）1月の第24回総選挙に立候補したが落選した。
その他、高岡町長、同町教育委員長を務めた。
2001年（平成13年）8月21日、死去した。93歳没。死没日付をもって従五位勲四等に叙され、瑞宝章を追贈された。